# Åsa folkhögskola
Ej att förväxla med Löftadalens folkhögskola i Åsa, Halland.

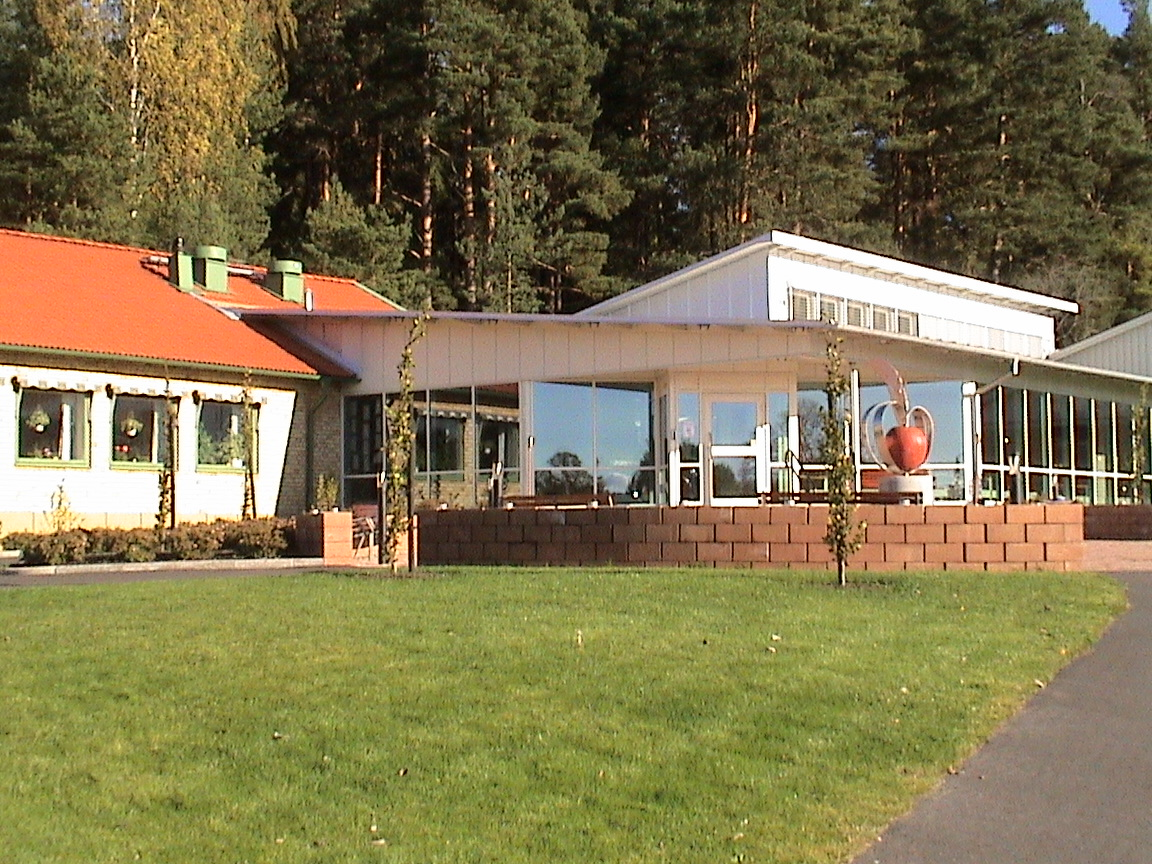
Entrén till skolan.

Åsa folkhögskola ligger i Sköldinge i Katrineholms kommun. Skolan grundades 1872 (i Bie), den var då Sveriges femte folkhögskola. År 1892 flyttades verksamheten till en plats strax öster om Sköldinge där en ny skolbyggnad uppfördes. 
Åsa folkhögskola har ett internat med plats för ca 100 personer. Det finns även konferenslokaler och en restaurang.

## Kursutbud
Följande långa kurser finns på skolan: Allmän kurs, Allmän kurs fjärr, Allmän kurs – svenska som andraspråk, Vårdbiträdeskurs, Musikkurs, Streetdancekurserna Five Styles och One Style, Massageterapeutkurs, Skriva bok – från ax till limpa och SMF (Studiemotiverande folkhögskolekurs).
Sommartid fylls Åsa folkhögskola med korta kurser, mellan tre och sju dagar långa, i ett brett spektrum av ämnen. Från Måleritekniker, Keramik och skrivarkurser till Mindfulness (medveten närvaro) och Yoga, för att nämna några.

### Streetdance
År 2004 startade Sveriges första studiemedelsberättigade heltidsutbildning i streetdance på Åsa folkhögskola.  Åsa är en av endast två i Sverige att erbjuda utbildning inom streetdance på folkhögskolenivå. Den andra är Sunderby folkhögskola. På Åsa finns två utbildningar inom streetdance - "One style" och "Five styles". I den förstnämnda tillägnas hela året åt en dansform, medan den sistnämnde fokuserar på fem parallellt - nämligen hiphop, popping, breaking, house och locking. Åsa ger emellertid ingen utbildning inom övrig urban kultur. Detta återfinns istället på Spinneriet, Glokala folkhögskolan i Malmö.

## Personer från skolan
- Allan Degerman, lärare och rektor
- Nils Dencker, fiolspelman och lärare vid Åsa folkhögskola.[2] Koralmelodin till Bo Setterlinds psalm Det finns en väg till himmelen är upptecknad i Sköldinge av Dencker.[3]
- Torgil Ringmar, lärare och rektor